# تویوتا سوپرا
تویوتا سوپرا (Toyota Supra) (به ژاپنی: ト ヨ タ ・ ス ー プ ラ) یک خودروی اسپورت و جی‌تی است که توسط شرکت تویوتا از ابتدای سال ۱۹۷۸ ساخته شده‌است. چهار نسل اولیهٔ سوپرا از سال ۱۹۷۸ تا ۲۰۰۲ تولید شد. نسل پنجم از مارس ۲۰۱۹ تولید و از ماه مه ۲۰۱۹ به فروش رسید. طراحی سوپرای اصلی از تویوتا سلیکا گرفته شده بود، اما از آن درازتر و عریض‌تر  بود. از اواسط سال ۱۹۸۶، سوپرای مدل آ۷۰ به مدلی جدا از سلیکا تبدیل شد و تویوتا نیز استفاده از پیشوند سلیکا را برای آن متوقف کرد و نام خودرو را سوپرا گذاشت. اما همچنان به‌دلیل شباهت و گذشتهٔ نام سلیکا، این دو خودرو گاهی با یکدیگر اشتباه گرفته می‌شوند. نسل نخست، دوم و سوم سوپرا در کارخانهٔ تاهارا در تاهارای آیچی مونتاژ شد، در حالی‌که نسل چهارم در کارخانهٔ موتوماچی در تویوتا سیتی مونتاژ شد. نسل پنجم سوپرا در کنار ب‌ام‌و زد۴ (جی۲۹) در گراتس اتریش توسط مگنا اشتایر مونتاژ می‌شود.
سوپرا همچنین به‌دلیل طرح‌بندی شش سیلندر خطی ریشه‌های بسیاری در تویوتا ۲۰۰۰جی‌تی دارد. سه نسل اول سوپرا با موتورهایی مستقیماً مرتبط با موتور مدل اِم تویوتا کراون و تویوتا ۲۰۰۰جی‌تی ارائه شد. جنبه‌های داخلی مانند کد شاسی "A" نیز در آن‌ها مشابه بود.
لوگوی سوپرا از لوگوی اصلی سلیکا گرفته شده‌است که به‌جای نارنجی، آبی است. این لوگو تا ژانویهٔ ۱۹۸۶ که سوپرا آ۷۰ معرفی شد مورد استفاده قرار گرفت. لوگوی جدید از نظر اندازه مشابه بود، با نوشته‌های نارنجی روی پس زمینهٔ قرمز، اما بدون طرح اژدها. این لوگو به نوبه خود تا سال ۱۹۹۱ روی سوپراها بود که تویوتا به لوگوی بیضی شکل فعلی شرکت تغییر لوگو داد. (لوگوی اژدها یک لوگوی سلیکا بدون توجه به رنگ آن بود. در دو نسل اول سوپرا ظاهر شد زیرا آن‌ها رسما تویوتا سلیکا بودند. لوگوی اژدها برای سلیکا مورد استفاده قرار گرفت تا این‌که تولید آن نیز متوقف شد)
در سال ۱۹۹۸، تویوتا فروش نسل چهارم سوپرا را در ایالات متحده متوقف کرد. تولید نسل چهارم سوپرا برای بازارهای جهانی نیز در سال ۲۰۰۲ به پایان رسید.
در ژانویهٔ ۲۰۱۹، نسل پنجم سوپرا که همراه با ب‌ام‌و زد۴ (جی۲۹) ساخته شده بود، معرفی شد.